# Yanghenan
Yanghenan (kinesiska: 洋河南, 洋河南镇) är en köping i Kina. Den ligger i provinsen Hebei, i den norra delen av landet, omkring 140 kilometer nordväst om huvudstaden Peking. Antalet invånare är 38 922. Befolkningen består av 18 681 kvinnor och 20 241 män. Barn under 15 år utgör 21,0 %, vuxna 15-64 år 72 %, och äldre över 65 år 6,0 %.
Genomsnittlig årsnederbörd är 625 millimeter. Den regnigaste månaden är juli, med i genomsnitt 147 mm nederbörd, och den torraste är december, med 4 mm nederbörd.